# Radiohut

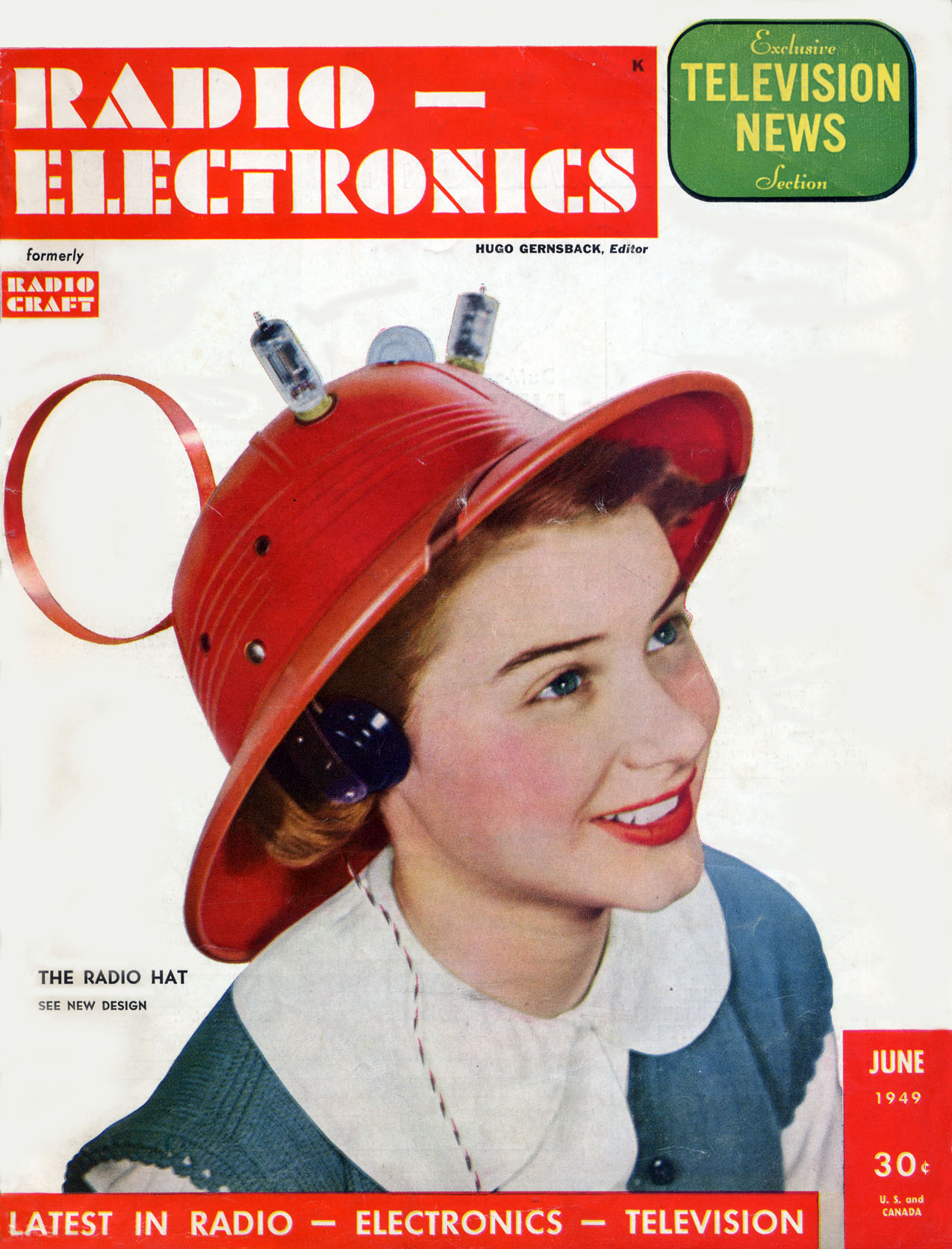
Der Radiohut auf der Juni-Ausgabe 1949 von Radio-Electronics, getragen von der damals 15-jährigen Hope Lange

Der Radiohut war ein tragbares Röhrenradio, das in einen Tropenhelm eingebaut war und amplitudenmodulierte Radioprogramme auf Mittelwelle in einem Umkreis von ca. 32 km empfangen konnte. Er wurde Anfang 1949 als „Man-from-Mars“-Radiohut für 7,95 US-Dollar auf den Markt gebracht. Dank einer erfolgreichen Werbekampagne wurde der Radiohut kurzzeitig in den gesamten Vereinigten Staaten verkauft. Er wurde von der American Merri-Lei Corporation aus Brooklyn, New York City, hergestellt. Das Unternehmen war ein führender Lieferant von Partyhüten, Lärminstrumenten und anderen Scherzartikeln.
Sein Gründer, Victor Hoeflich, hatte bereits 1914 als Schüler eine Maschine zur Herstellung hawaiianischer Papierkränze erfunden. Das Unternehmen verkaufte jährlich Millionen dieser Kränze nach Hawaii. Als Erfinder und Tüftler entwickelte und verkaufte Hoeflich weiterhin Maschinen zur Herstellung von Papierartikeln.
Hoeflich hoffte, dass ein batteriebetriebenes Radio, die es schon seit vielen Jahren gab, mit einem innovativen Design und einer Werbekampagne ein großer Erfolg werden würde. Der Radiohut nutzte Elektronenröhren, die zugleich ein herausragendes Designmerkmal waren. Die Rahmenantenne und der Abstimmknopf waren sichtbar; der Radiohut war in acht Farben erhältlich.

## Geschichte

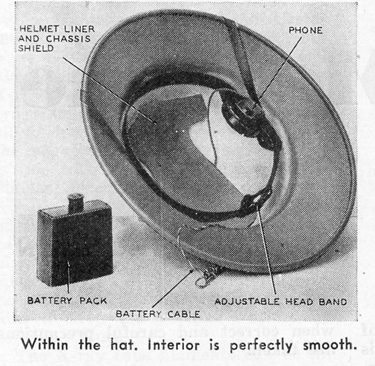
Innenseite des Radiohuts; der Kopfhörer konnte sich auf beiden Seiten befinden

Im März 1949 hielt Victor Hoeflich eine Pressekonferenz ab, um den „Man-from-Mars“-Radiohut vorzustellen. Hoeflich ließ dazu mehrere Teenager mit dem Hut für die Reporter und Fotografen posieren. Bald erschienen Bilder und Berichte in Zeitungen in den gesamten Vereinigten Staaten. Die Artikel enthielten in der Regel ein Foto einer jungen Frau, die den Radiohut trug, und einen Artikel in sechs Absätzen. Die Artikel erschienen sowohl in Heimwerkerzeitschriften wie Popular Mechanics, Popular Science, Mechanix Illustrated und Radio-Electronics als auch in Nachrichtenmagazinen wie Life, Time, Newsweek und The New Yorker.

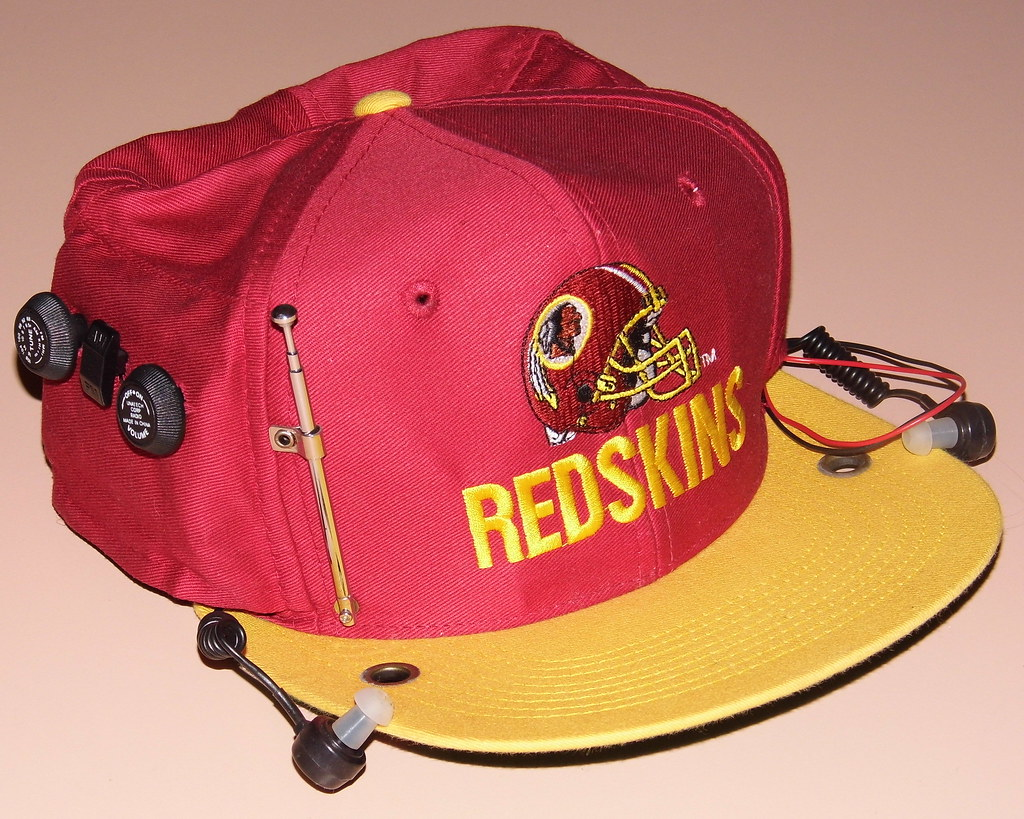
Baseballcap mit integrierten Kopfhörern

Der Radiohut wurde in Kaufhäusern und im Versandhandel verkauft. Eine Tankstellenkette in Van Nuys, Kalifornien, verkaufte die Hüte als Werbegeschenk an Kunden. Die massive Werbung führte jedoch nicht zu nachhaltigen Verkäufen. Die Werbung für den Radiohut wurde Anfang 1950 eingestellt. In einem Interview von 1956 sagte Hoeflich, dass das Unternehmen immer noch Bestellungen für den Hut erhielt, obwohl die Produktion längst eingestellt worden war. Die Hauptgründe für das Scheitern waren technische Einschränkungen und schlechte Leistung. Die Signale fielen häufig aus oder konnten beim Drehen des Kopfs überhaupt nicht mehr empfangen werden. Beim Einstellen der Radiosender war zum Teil nur ein Quietschen zu hören.
Hugo Gernsback, der Herausgeber von Radio-Electronics, war von dem Radiohut beeindruckt und veröffentlichte in der Juniausgabe 1949 einen zweiseitigen Artikel, der die Schaltung und den Aufbau des Radios beschrieb. Das Titelbild zeigte die damals 15-jährige Hope Lange, die 1957 als Schauspielerin für den Oscar als beste Nebendarstellerin nominiert wurde.
Moderne Nachfolger des Radiohuts sind Mützen oder Baseballcaps mit integrierten Kopfhörern und Bluetooth-Funktion. Diese lassen sich mit einem Telefon oder anderen Geräten koppeln, um Musik zu hören oder zu telefonieren.

## Funktionsbeschreibung

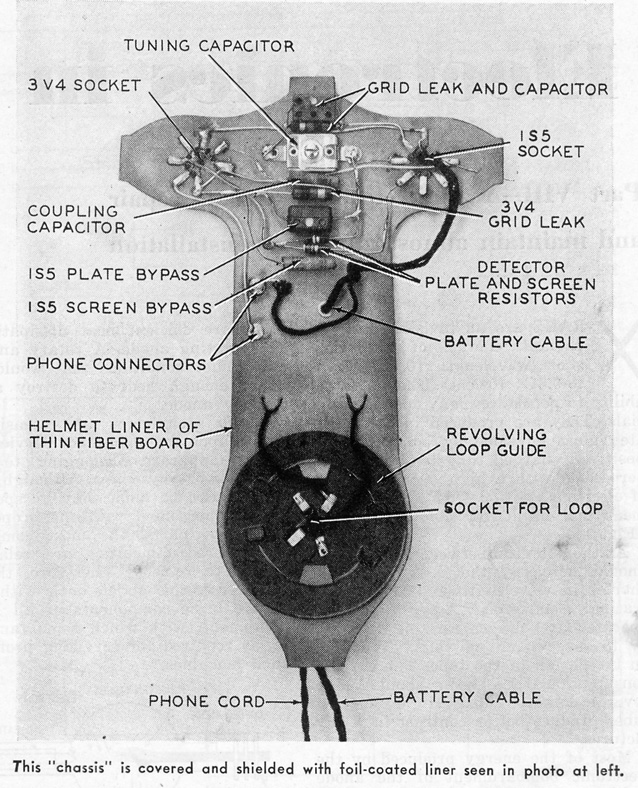
Der Schaltkreis befand sich auf einer flexiblen Auskleidung, die in den Hut passte

Der Radiohut hatte eine interne Anodenbatterie für die Anodenspannung von 22,5 V und 1,5 V für die Heizung der Elektronenröhren. Diese Spannungen waren für die Verwendung in einem Hut unbedenklich, zumal die volle Plattenspannung über den Kopfhörer abgenommen wurde. Diese Technik wurde in vielen einfachen Radios dieser Zeit verwendet, von denen einige eine Spannung von 90 V oder mehr über den Kopfhörern lieferten. Die Batterie konnte das Radio bis zu 20 Stunden mit elektrischer Energie versorgen. Das Radio wurde mit einem Knopf zwischen den beiden Röhren eingestellt und empfing das Mittelwellenband von 540 kHz bis 1,6 MHz. Die typischen Tisch- oder Konsolenradios dieser Zeit waren mit fünf oder sechs Röhren bestückt, um eine besseren Empfang zu erzielen.

## Schaltplan

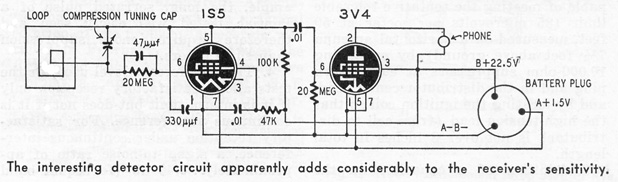
Schaltplan des Radiohuts

Die Tetrode 1S5, links im Schaltplan, demodulierte das hochfrequente Funksignal und die zweite Elektronenröhre 3V4, eine Triode, verstärkte das so gewonnene Audiosignal für den Kopfhörer. Die 1S5-Röhre fungierte als Superregenerativempfänger. Die Kopplung des Audiosignals von der 1S5 erfolgten über einen Widerstand an die 3V4 und durch einen Kondensator mit 330 pF im Kathodenkreis wurde eine Rückkopplung erzielt, so dass lokale Sender mit hoher Empfangsfeldstärke gut empfangen werden konnten.